# Sonata para piano n.º 6 (Prokófiev)

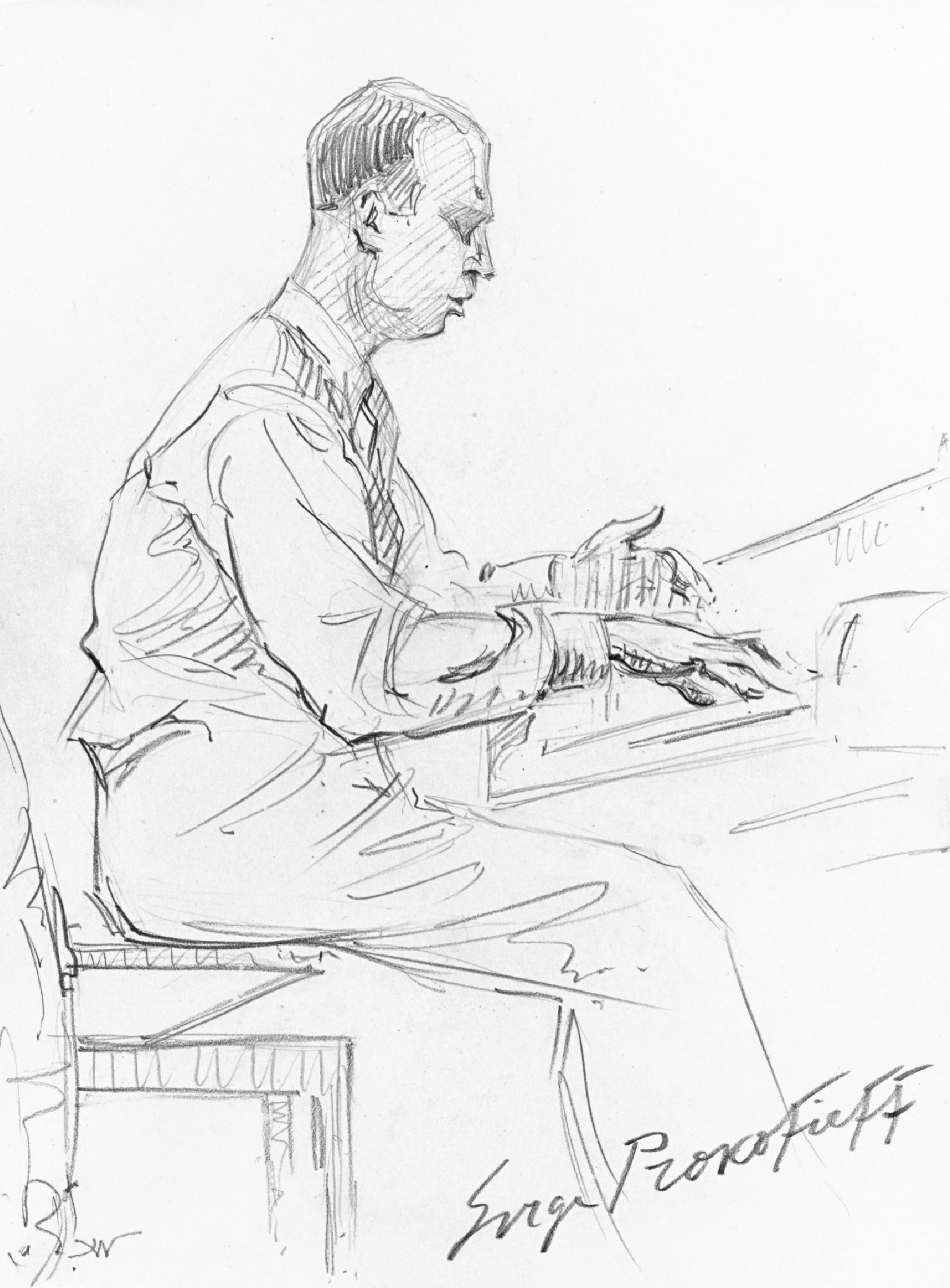
Hilda Wiener (1877-1940). “Serguéi Prokófiev”, 1936

LaSonata para piano n.º 6 en la, op. 82 es la sexta de nueve sonatas para piano compuestas por Serguéi Prokófiev (la décima está inacabada).
Fue compuesta en 1939-1940 al mismo tiempo que su séptima y octava sonatas, conocidas como “Sonatas de guerra", reconocidas como las más importantes de Prokófiev, compuestas durante el período de mayor madurez estilística del compositor. Es contemporánea de los ballets Romeo y Julieta y Cenicienta, que tienen ciertos rasgos estilísticos en común con esta sonata. Llama la atención por la innovadora fusión entre los impulsos violentos y la disciplina clásica de la forma sonata a la que se adapta el Prokófiev de la plenitud creativa.
El estreno radiofónico tuvo lugar en abril de 1940 en la Radio de Moscú por el propio músico. El estreno en concierto lo realizó el 26 de noviembre de 1940 en Moscú el genial pianista Sviatoslav Richter.

Se compone de cuatro movimientos y la interpretación dura algo menos de media hora. Su tema básico consiste en un motivo descendente en tercias:
que encontramos en la introducción y en cada parte como un leitmotiv repetido.

## Composición

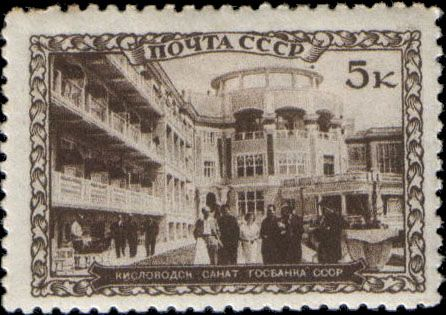
Balneario de Kislovodsk en 1939, donde compuso las tres " sonatas de guerra ".

En 1939 Prokófiev comenzó a componer tres sonatas para piano, la séptima, la octava sonata y la sexta. Después por la guerra fue aislado en el balneario de Kislovodsk, donde se reunió con su futura esposa Mira Mendelssohn. Como era consciente de los graves problemas de su amigo Vsevolod Meyerhold con el poder soviético y le preocupa que se le asocie con él, decidió componer varias obras a favor del poder, entre ellas la famosa Oda a Stalin. Quizás para compensar la forma tradicional de estas obras formales, y para dar rienda suelta a sus pensamientos musicales y a sus inquietudes del momento, inició estas tres sonatas para piano.
Las tres sonatas representan diez movimientos que abordó juntos en el otoño de 1939. Sin embargo, no las terminó al mismo tiempo y se centró más particularmente en la sexta, que terminó por primera vez a principios de 1940, antes de que la Segunda Guerra Mundial afectara a la URSS. Pese a ello, las tres sonatas, y en particular la sexta, reflejan la tensión y la ansiedad que reinaban en la URSS en aquel momento. Le explica a Mira que las dos primeras sonatas serán « Inquietas y tormentosas » y la tercera « tierna y soñadora » . Prokófiev parece haber tomado parte de su inspiración en Beethoven, de quien acababa de leer Les grandes époques créatrices de Romain Rolland y más concretamente en la descripción que hace Rolland de la sonata "Appassionata": « la unión de la pasión desenfrenada y la lógica rigurosa ». La sexta sonata también fusiona impulsos violentos y una estructura clásica y racional  .
El propio Prokófiev estrenó la obra el 8 de abril de 1940 durante una emisión de la Radio de Moscú. Ésta será la última vez que él mismo estrenará una de sus obras. Sviatoslav Richter tocó la sonata por primera vez en concierto en noviembre de 1940 y continuó incluyéndola regularmente en sus programas, quedando especialmente impresionado por la calidad de la obra.

## La obra
La sonata se divide en cuatro movimientos.
- Allegro moderato
- Allegretto
- Tempo di valzer lentissimo
- Vivace

El aspecto dramático de la sonata se concentra en el primer y último movimiento. El segundo movimiento es un scherzo de tono claro y el tercero un vals que contrarresta la ferocidad tonal de los otros tres movimientos, sin dejar de estar estilísticamente conectado con ellos.

### Allegro moderato
El primer movimiento está estructurado en la forma sonata clásica de dos temas, aunque el lenguaje musical es especialmente innovador.

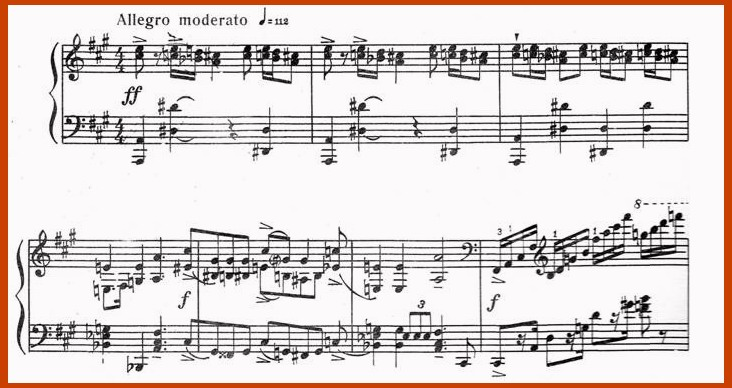
La apertura de la sonata. Exposición.

La sonata se abre de manera casi « aterradora »  por las tres notas del tema martilladas sin descanso por la mano derecha en fortissimo, mientras la mano izquierda lucha y aniquila la tonalidad del La mayor del tema por el intervalo más disonante de la música, el Diabolus In Musica, el tritono.
En el compás 24, un tema de transición muy cromático (que desempeñará un papel importante en el desarrollo) suaviza un poco el clima musical, aunque siempre permanece tenso y ansioso.

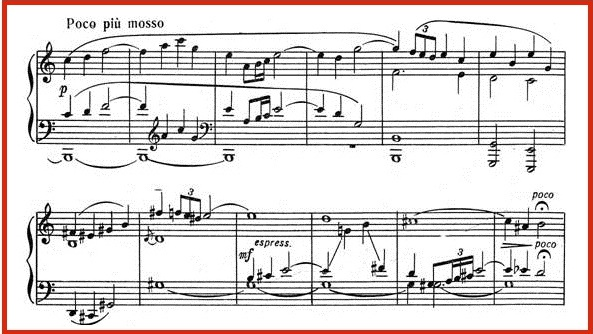
Segundo tema, compás 40.

El segundo tema de la exposición aparece en el compás 40 y trae una verdadera calma tras la oleada de energía de la apertura. Es una larga línea melódica que evoca a las canciones rusas. Líneas melódicas similares se encuentran en los ballets Romeo y Julieta y Cenicienta, compuestos aproximadamente al mismo tiempo y que están asociados con las figuras femeninas de Julieta o Cenicienta .
La exposición concluye con un motivo de cuatro notas descendentes, introducidas en el compás 70, que recuerdan las tres notas descendentes del tema principal. El motivo declina obstinadamente, combinado con acordes prolongados en la mano izquierda que recuerdan a unas campanas lúgubres, dando al conjunto una gran sensación de tragedia.

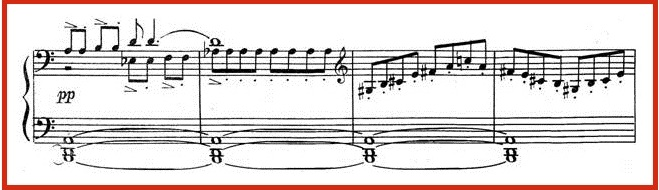
Desarrollo, compás 92.

En el desarrollo juega un papel importante la melodía del segundo tema de la exposición, y especialmente de sus tres primeras notas, después de sus primeras ocho notas, que comienza en el compás 92. Las tres primeras notas de la melodía intentan desarrollarse sin conseguirlo, irresistiblemente atraídas y cautivadas por la pulsación rítmica que reina en este pasaje, y finalmente lo consiguen en el compás 112. Después las tres notas que descienden rápidamente del tema básico y se mezclan con el desarrollo en el compás 129, compiten y se oponen a las tres notas ascendentes del otro tema melódico.
Después los dos temas se mezclan y luchan entre sí de manera cada vez más brutal, puntuados por grupos esporádicos muy violentos, el primero de los cuales aparece en el compás 142. Prokófiev indicó que estos se debían tocar col pugno (con el puño), y reprendió a uno de sus alumnos que los tocaba con los dedos, afirmando que se debía «asustar a las abuelas», tanto por el efecto sonoro como visual de la brutalidad del pianista.

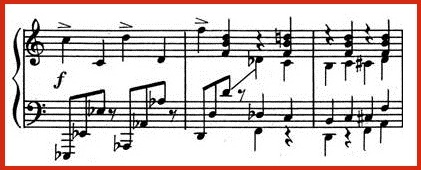
Segunda parte del desarrollo, compás 157.

Otra fase de desarrollo comienza en el compás 157. El pulso de las corcheas se detiene repentinamente y se desarrolla un nuevo ritmo de negras, que mezcla el tema de transición cromática del compás 24 con el segundo tema melódico pero dislocado. Luego, en el compás 176, Prokófiev toca, en los agudos extremos del piano, para oponer entre sí tres temas que chocan como si generaran chispas.
Después la música se va calmando poco a poco a partir del compás 188, siempre sobre el tema cromático del compás 24, para concluir el desarrollo, como la polvareda que se asienta después de una pelea. El tema principal surge de vez en cuando, de manera amenazadora, como para recordarnos que aún no está vencido.
La recapitulación comienza en el compás 218 con el primer tema. Prokófiev vuelve a exponer en el compás 229 el tema del compás 12, transpuesto en los agudos, que no había sido reutilizado desde entonces, transformando su carácter autoritario inicial en un fraseo desapasionado y resignado. El segundo tema vuelve a exponerse en el compás 242, pero realzado, sin su carácter lírico inicial, como si hubiera heredado el carácter trágico del primer tema de la batalla. El movimiento termina como en andanadas de campanas, con cuatro notas tocadas en fortissimo en el registro alto, surgiendo de vez en cuando como gritos de dolor.

### Alegreto

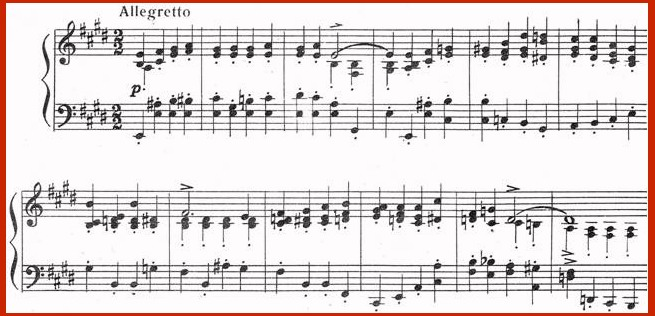
Inicio del segundo movimiento.

El segundo movimiento es un scherzo de carácter irónico y burlón. Entre las últimas obras de Prokófiev, es uno de los pocos ejemplos de música expresamente irónica, probablemente porque era una forma de expresión detestada por la Rusia estalinista. Está dividido en tres partes y en la última vuelve a exponer el primer tema.

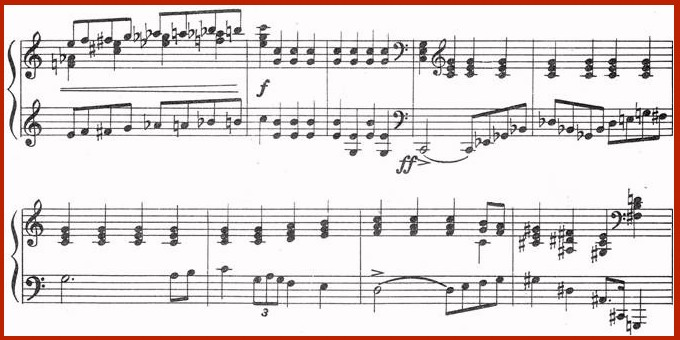
Compás 30. Nuevo tema de bajo.

El primer tema adopta una forma muy apreciada por Prokófiev, en negras seguidas. El contexto tonal es estable, pero un acompañamiento ligeramente disonante genera una atmósfera como de inestabilidad. En el compás 21, la mecánica es interrumpida por un tema expresivo, un tanto burlón, en el registro alto, que contrasta con lo que precede. En el compás 30, aparece un nuevo tema en el bajo, una frase desarrollada en fortissimo con una especie de seguridad descortés y algo vulgar . Este tema reaparece varias veces y aporta una nueva idea musical en el compás 63 donde un tema cromático recuerda el tema principal de tres notas descendentes de la sonata. El primer tema reaparece entonces en el compás 79, ahora desestabilizado por un contrapunto burlón en la mano izquierda, frenando y deteniéndose como un motor sin combustible.
La segunda parte del movimiento comienza en el compás 93, con un carácter cálido y apasionado, tonalmente inestable, completamente diferente a la primera parte. Llama la atención que este tema noble y lírico, interpretado al unísono por ambas manos, está muy cerca del tema del compás 30, transfigurado por el universo musical de esta parte, que recuerda al del ballet de la Cenicienta. El tema se vuelve cada vez más apasionado y lírico. La parte finaliza con cuatro compases de notas repetidas, preparando la recapitulación  .

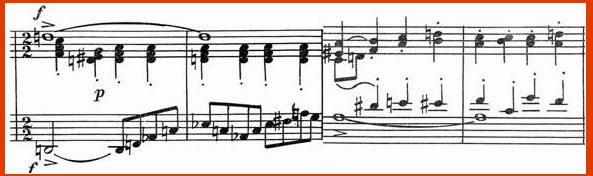
Compás 141. Tema « brusco » tratando de imponerse.

La tercera parte comienza en el compás 131 con la repetición del primer tema. El tema « brusco » intenta dos veces imponerse, cada vez más débilmente, sin poder ir más allá del segundo compás. El primer tema se desarrolla entonces con ligereza y gracia. Con una breve coda el movimiento termina con una especie de sonrisa de asombro.

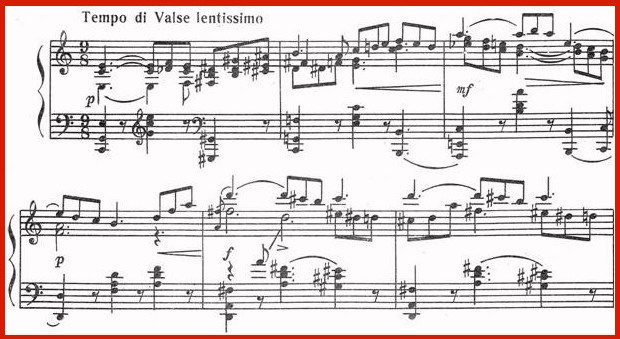
Inicio del tercer movimiento.

El tercer movimiento de la sonata es un vals lento en do mayor, cuya escritura exuberante y orquestal recuerda una vez más los valses contemporáneos del ballet de la Cenicienta. El clima del movimiento es muy cálido y romántico, pero desde el primer compás y durante todo el movimiento, encontramos las 3 notas descendentes del tema leitmotiv de la sonata, que introducen inquietantes reminiscencias  . La estructura general del movimiento se divide en tres secciones en el esquema clásico A.B.A.
En la primera sección, la melodía inicial se expone varias veces, en diferentes tonalidades, en una atmósfera de improvisación. En la última exposición, en el compás 38 en pianissimo, va deteniéndose y comenzando de nuevo como si poco a poco se fuera quedando dormida.

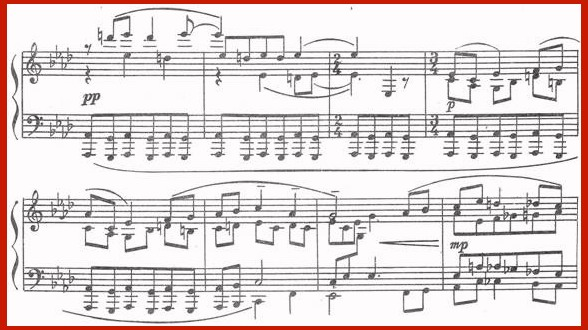
La segunda sección, compás 42.

La segunda sección comienza en el compás 42 con un motivo repetitivo e hipnótico en el bajo que recuerda el delirio del príncipe Bolkonsky en la ópera Guerra y paz de Prokófiev (que fue compuesta en los tres años posteriores a la sexta sonata). Una melodía emerge poco a poco en el registro agudo que luego es retomada en diferentes registros, como un tema desarrollado por las diferentes secciones de una orquesta. En el compás 71, el estado de ánimo cambia repentinamente, volviéndose agitado y un poco confuso. El tema melódico de esta sección reaparece pero en un registro más agudo y penetrante. Aparece por última vez en el compás 83 distorsionado de una forma disonante y perturbadora. La sección termina con una exposición repentina y apasionada, en el compás 88, de la melodía de la primera sección, modulando gradualmente hacia la tonalidad original de Do mayor hacia la verdadera recapitulación de la tercera sección  .
La tercera sección, a partir del compás 97, es una repetición de la primera (misma estructura A.B.A.). Una vez más, Prokófiev compone de una manera muy orquestal yuxtaponiendo la melodía en diferentes registros como en las diferentes secciones de una orquesta. Por ejemplo, en el compás 101, la escritura sugiere violines en forte en la mano derecha acompañados de cuerdas y metales en la mano izquierda. Como en la primera sección, la melodía acaba sucumbiendo al sueño mientras el tema inquietante y repetitivo de la entrada a la segunda sección vuelve a sonar justo antes del final del movimiento, inconcluso, como puntos suspensivos .

### Vivace

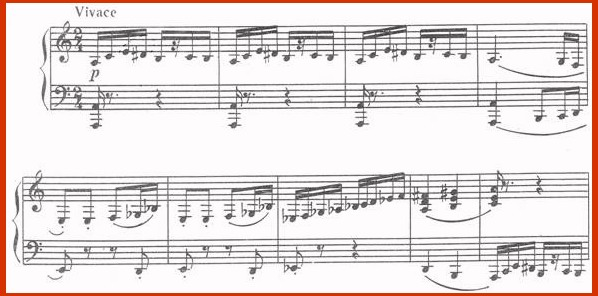
Comienzo del vivace, estribillo del rondó.

Este último movimiento se estructura en tres grandes secciones: una exposición en forma de rondó, una parte central en andante y meditativa, retomando los temas y estilo del primer movimiento de la sonata, y una recapitulación mezclando los temas de las dos primeras secciones del propio movimiento.
El vivace comienza con un tema muy enérgico, típico de la música de Prokófiev, al estilo de una toccata, que anticipa el tema allegro marcato de su Sinfonía n.° 5. Este tema será retomado, en diferentes tonos y maneras, como el estribillo del rondó.

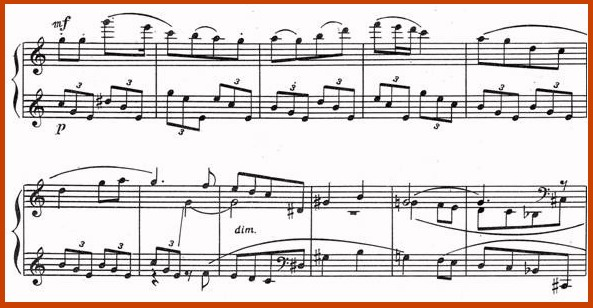
Segundo tema del compás 29.

Un segundo tema, de carácter lírico e ingenuo, que recuerda a los temas que describen a Cenicienta o Julieta de sus ballets contemporáneos, aparece en el compás 29. Estructurado globalmente también en el clásico A.B.A., se ve interrumpido en el compás 45 por una pequeña parte intermedia, de carácter irónico y sarcástico, que contrasta con el lirismo del inicio.

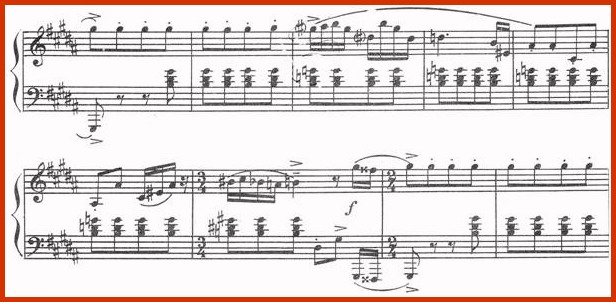
Tema que cierra la primera sección, compás 127.

La música del estribillo reaparece en el compás 85, en otra tonalidad, seguida de un nuevo tema en el compás 100. La sección parece querer terminar con una exposición final del estribillo, pero un nuevo tema importante reinicia abruptamente la sección en el compás 127. Su carácter llamativo, confiado y atrevido recuerda uno de los temas de la “Batalla en el lago helado" de su banda sonora para Alexander Nevsky. Las notas repetidas y entrecortadas de este tema se mezclan de manera genial por última vez con el estribillo, que parece desmoronarse y colapsar sobre sí mismo al final de la sección bajo la influencia de estas notas repetidas.
La segunda sección, andante, se basa en dos temas del primer movimiento. Encontramos las tres notas descendentes que son el tema leitmotiv de la sonata, que abren la segunda sección, pero aquí con un carácter más de interrogación y misterio, más que con la agresividad de la primera sección, meditativo, con el carácter de recitativo. El tema de transición cromática del compás 24 del primer movimiento reaparece aquí en el compás 204, repetido tres veces, primero de forma vacilante y luego con un carácter cada vez más asertivo, con dos líneas melódicas cruzadas que acaban encontrándose en ambos extremos del teclado, recordando la cuarta variación de la última sonata, Opus 111 de Beethoven. El leitmotiv de tres notas, repetido, más otro tema más interrogativo y desesperado, concluye esta segunda sección.
El estribillo despierta gradualmente al comienzo de la tercera sección, al principio vacilante, luego hinchándose hasta convertirse en un torrente imparable de notas. El atrevido tema del compás 127 del primer tramo intenta imponerse en este torrente musical, sin conseguirlo al principio, después lo consigue en el compás 290, marcando el inicio de la recapitulación de la sonata. Sigue el tema del compás 100 de la primera sección, calmándose paulatinamente para introducir el tema lírico del compás 29 de la primera sección, presentado con un tempo más lento y creciente, dándole un carácter onírico .
Esta sección final concluye con una exposición final del estribillo, y la batalla final entre los diferentes temas: el estribillo, el leitmotiv de tres notas descendentes, las notas repetidas, cada vez más frenéticas, que explotan en un acorde final haciendo resonar todas las cuerdas del piano.